# Aegus werneri
Aegus werneri es una especie de coleóptero de la familia Lucanidae.

## Distribución geográfica
Habita en Vietnam.